# Teutonski viteški red
Teutonski vitezovi ili Teutonski viteški red (latinski: Ordo domus Sanctæ Mariæ Theutonicorum Ierosolimitanorum, "Red teutonskih vitezova doma svete Marije Jeruzalemske", njemački: Orden der Brüder vom Deutschen Haus St. Mariens in Jerusalem, odnosno češće Deutscher Orden ili Deutschritterorden) njemački je rimokatolički vjerski red osnovan krajem 12. stoljeća u Akri, Palestina. U srednjem su vijeku bili križarski viteški red i nosili bijele ogrtače s crnim križem. To je sada duhovni red sa sjedištem u Beču, Austrija.
Srednjovjekovni je red imao značajnu ulogu na Bliskom istoku kontrolirajući luku Akra. Nakon poraza kršćanskih snaga na Bliskom istoku, Red se premjestio u Transilvaniju 1211. kako bi pomogao u obrani Ugarske od Kumana. Protjerani su 1225. pošto su se navodno pokušali postaviti pod papinski, a ne ugarski suverenitet.
Pozvavši se na Zlatnu bulu iz Riminija, veliki vođa Teutonskih vitezova Herman von Salza i vojvoda Konrad I. od Masovije zajedno su napali Stare Pruse 1226. kako bi ih pokrstili u Pruskom križarskom pohodu. Tada su vitezovi bili optuženi za prijevaru poljske uprave i uspostavu neovisne Redovničke države Teutonskih vitezova. Red je izgubio svoju svrhu kada je susjedna Litva prihvatila kršćanstvo. Smješten u Pruskoj, red je počeo pohoditi svoje kršćanske susjede, Kraljevinu Poljsku, Veliku Kneževinu Litvu i Novgorodsku Republiku, nakon što je asimilirao Livonijski red. Zahvaljujući svojim nametima Red je imao jaku gradsku ekonomiju, zapošljavao je mnoge trgovce iz čitave Europe i postao pomorska sila na Baltičkom moru.
Poljsko-litavska vojska je odlučno porazila Red i slomila njegovu vojnu moć u bitci kod Grunwalda (Tannenberg) 1410. Red je svoj utjecaj u Prusiji i na Baltiku izgubio 1525., kada je veliki meštar Albert Brandenburški abdicirao i prihvatio luteranstvo da bi postao pruski vojvoda. No veliki meštri upravljali su golemim viteškim posjedima u Njemačkoj i drugdje do 1809. kada je Napoleon I. Bonaparte naredio raspuštanje Reda koji je izgubio svoj posljednji svjetovni posjed. Red postoji i danas te djeluje kroz dobrotvorne udruge u srednjoj Europi. Sjedište mu je od 1948. u Beču. 

## Vanjske poveznice
- Službene stranice Reda u Njemačkoj
- Službene stranice Reda u Austriji
- Chivalric Orders.org
- Teutonski vitezovi u Europi (karta)
- "Najranije godine Teutonskih vitezova"  Arhivirana inačica izvorne stranice od 28. prosinca 2008. (Wayback Machine), William Urban